# Всеволодов, Всеволод Иванович
Всеволод Иванович Всеволодов (1790—1863) — российский медик,  доктор медицины, профессор ветеринарной науки в Императорской медико-хирургической академии Санкт-Петербурга; библиограф

. Статский советник.

## Биография
Родился в 1790 году в селе Марьинское, Нерехтского уезда Костромской губернии.
В 1811 году окончил Костромскую духовную семинарию, в 1815 году — ветеринарное отделение Санкт-Петербургской медико-хирургической академии, а в следующем году — медицинское отделение.
В 1824—1831 годах был инспектором Псковской врачебной управы. Затем преподавал в медико-хирургической академии: ординарный, заслуженный профессор (1842); с 1844 года — доктор медицины и хирургии (или академик[уточнить]). В 1836 году получил Демидовскую премию; к этому времени был уже кавалером орденов Св. Владимира 4-й степени и Св. Анны 3-й степени. 
Наиболее известные научные труды В. И. Всеволодова: «Наружный осмотр (экстерьер) домашних животных, преимущественно лошади» (1832); «Зоохирургия или руководительная ветеринарная наука» (СПб., 1834); «Курс скотоводства» (СПб., 1836); «Краткая патология скотоврачебной науки» (1838); «Опыт учения о повальных болезнях между животными» (СПб., 1846); «О чуме рогатого скота» (СПб., 1846); «Анатомия домашних животных, преимущественно млекопитающих» (1846—1847).
В последние годы жизни, оставив кафедру в академии, занимался составлением «Азбучного указателя русской повременной словесности с 1703 по 1769 г.»; в 1857 году был напечатан только первый выпуск (А-Ба): «с 1735 по 1857 год». Он также был автором указателей к изданиям «Общества истории и древностей Российских» и «Алфавитного указателя статей, напечатанных в Трудах и других периодических изданиях Вольного экономического общества» (СПб., 1849).
Был членом Императорского Вольного экономического общества, Общества русских врачей в Санкт-Петербурге.
Умер 3 (15) декабря 1863 года в Санкт-Петербурге.
Его сын Владимир (?—1888) — также стал доктором, имел чин действительного статского советника.